# تشارلي هال (لاعب كرة قاعدة أمريكي)
تشارلي هال (بالإنجليزية: Charlie Hall)‏ هو لاعب كرة قاعدة أمريكي، ولد في 24 أغسطس 1863 في تولون في الولايات المتحدة، وتوفي في 24 يونيو 1921 في تاكوما في الولايات المتحدة.

## وصلات خارجية
- تشارلي هال (لاعب كرة قاعدة أمريكي) على موقعبيزبول رفرنس.كوم (الدوري الرئيسي) (الإنجليزية)